# Các đội tuyển bóng đá quốc gia Việt Nam năm 2006
Lịch và kết quả thi đấu của đội tuyển bóng đá quốc gia Việt Nam các cấp trong năm 2006.

## Đội tuyển Việt Nam
- Vô địch Cúp VTV-T&T
- Hạng nhì Cúp Nhà Vua Thái Lan 2006

| Ngày        | Sân vận động                      | Đối thủ            | Tỉ số | Giải                 | Cầu thủ Việt Nam ghi bàn                           | Chi tiết                                             |
| ----------- | --------------------------------- | ------------------ | ----- | -------------------- | -------------------------------------------------- | ---------------------------------------------------- |
| 16 tháng 4  | Mỹ Đình, Hà Nội                   | Uzbekistan (U-23)  | 2-2   | Cúp VTV-T&T          | Phan Thanh Bình 12' Nguyễn Minh Phương 66'         |                                                      |
| 18 tháng 4  | Mỹ Đình, Hà Nội                   | Úc (U-23)          | 0-0   | Cúp VTV-T&T          |                                                    |                                                      |
| 20 tháng 4  | Mỹ Đình, Hà Nội                   | Iran (U-23)        | 1-1   | Cúp VTV-T&T          | Lê Hồng Minh 45'                                   |                                                      |
| 25 tháng 10 | Mỹ Đình, Hà Nội                   | New Zealand (U-23) | 1-0   | Cúp Agribank         | Lê Công Vinh 16'                                   |                                                      |
| 27 tháng 10 | Mỹ Đình, Hà Nội                   | Bahrain (U-21)     | 2-0   | Cúp Agribank         | Nguyễn Anh Đức 13' Nguyễn Minh Phương 76'          |                                                      |
| 29 tháng 10 | Mỹ Đình, Hà Nội                   | Thái Lan           | 2-2   | Cúp Agribank         | Phùng Văn Nhiên 56' Lê Công Vinh 67'               |                                                      |
| 24 tháng 12 | Suphachalasai, Băng Cốc, Thái Lan | Thái Lan           | 1-2   | Cúp Nhà Vua Thái Lan | Phan Thanh Bình 36'                                | Lưu trữ ngày 30 tháng 9 năm 2007 tại Wayback Machine |
| 26 tháng 12 | Suphachalasai, Băng Cốc, Thái Lan | Kazakhstan         | 2-1   | Cúp Nhà Vua Thái Lan | Lê Hồng Minh 23' Lê Công Vinh 90'                  | [ liên kết hỏng ]                                    |
| 28 tháng 12 | Suphachalasai, Băng Cốc, Thái Lan | Singapore          | 3-2   | Cúp Nhà Vua Thái Lan | Phan Thanh Bình 7' Lê Tấn Tài 55' Lê Công Vinh 85' |                                                      |
| 30 tháng 12 | Suphachalasai, Băng Cốc, Thái Lan | Thái Lan           | 1-3   | Cúp Nhà Vua Thái Lan | Phan Thanh Bình 67'                                | [ liên kết hỏng ]                                    |

## Đội tuyển Olympic Việt Nam
| Ngày        | Sân vận động                      | Đối thủ              | Tỉ số | Giải                       | Cầu thủ Việt Nam ghi bàn                                      | Chi tiết |
| ----------- | --------------------------------- | -------------------- | ----- | -------------------------- | ------------------------------------------------------------- | -------- |
|             | Mỹ Đình, Hà Nội                   | Malaysia (U-21)      | 4-0   | Cúp Thủ đô                 | Lê Công Vinh Nguyễn Minh Phương Nguyễn Anh Đức 2 bàn          |          |
|             | Mỹ Đình, Hà Nội                   | Thái Lan (U-21)      | 2-0   | Cúp Thủ đô                 | Nguyễn Anh Đức Nguyễn Minh Chuyên                             |          |
| Tháng 11    | Thống Nhất, Thành phố Hồ Chí Minh | Phần Lan (U-23)      | 0-1   | Cúp bóng đá TP.Hồ Chí Minh |                                                               |          |
| Tháng 11    | Thống Nhất, Thành phố Hồ Chí Minh | Indonesia (Olympic)  | 1-0   | Cúp bóng đá TP.Hồ Chí Minh | Trần Đức Dương                                                |          |
| Tháng 11    | Thống Nhất, Thành phố Hồ Chí Minh | Cameroon (U-23)      | 1-4   | Cúp bóng đá TP.Hồ Chí Minh | Lê Công Vinh                                                  |          |
| 28 tháng 11 | Al-Gharrafa, Doha, Qatar          | Bahrain (Olympic)    | 1-2   | Đại hội Thể thao châu Á    | Lê Công Vinh 40'                                              |          |
| 2 tháng 12  | Grand Hamad, Doha, Qatar          | Hàn Quốc (Olympic)   | 0-2   | Đại hội Thể thao châu Á    |                                                               |          |
| 5 tháng 12  | Grand Hamad, Doha, Qatar          | Bangladesh (Olympic) | 5-1   | Đại hội Thể thao châu Á    | Phan Thanh Bình 13', 47', 49' Lê Công Vinh 72' Lê Tấn Tài 76' |          |

## Đội tuyển U-20
| Ngày        | Sân vận động                      | Đối thủ          | Tỉ số | Giải           | Cầu thủ Việt Nam ghi bàn                                                | Chi tiết |
| ----------- | --------------------------------- | ---------------- | ----- | -------------- | ----------------------------------------------------------------------- | -------- |
| 13 tháng 9  | Darul Makmur, Kuantan, Malaysia   | Malaysia U-20    | 2-2   | U20 Đông Nam Á | Huỳnh Phúc Hiệp 17', 48'                                                |          |
| 15 tháng 9  | Darul Makmur, Kuantan, Malaysia   | Úc U-20          | 0-4   | U20 Đông Nam Á |                                                                         |          |
| 17 tháng 9  | Darul Makmur, Kuantan, Malaysia   | Thái Lan U-20    | 1-2   | U20 Đông Nam Á | Nguyễn Văn Khải 62'                                                     |          |
| 30 tháng 10 | Sree Kanteerava, Bengaluru, Ấn Độ | Malaysia U-20    | 2-1   | U-20 châu Á    | 1 bàn do cầu thủ Malaysia tự ghi vào lưới nhà 11' Nguyễn Quang Tình 62' |          |
| 1 tháng 11  | Sree Kanteerava, Bengaluru, Ấn Độ | Iraq U-20        | 1-3   | U-20 châu Á    | Nguyễn Văn Khải 75'                                                     |          |
| 3 tháng 11  | Bangalore, Bengaluru, Ấn Độ       | Ả Rập Xê Út U-20 | 0-2   | U-20 châu Á    |                                                                         |          |

## Đội tuyển U17 Việt Nam
- Vô địch U17 Đông Nam Á 2006

| Ngày       | Địa điểm               | Đối thủ        | Tỉ số | Giải           | Cầu thủ Việt Nam ghi bàn                                    | Chi tiết |
| ---------- | ---------------------- | -------------- | ----- | -------------- | ----------------------------------------------------------- | -------- |
| 12 tháng 8 | Thiên Trường, Nam Định | Bangladesh U17 | 3-1   | U17 Đông Nam Á |                                                             |          |
| 14 tháng 8 | Thiên Trường, Nam Định | Myanmar U17    | 4-0   | U17 Đông Nam Á |                                                             |          |
| 16 tháng 8 | Thiên Trường, Nam Định | Lào U17        | 0-2   | U17 Đông Nam Á |                                                             |          |
| 4 tháng 9  | Bishan, Singapore      | Bangladesh U17 | 2-0   | U17 châu Á     | Trần Việt Trung 55' Hoàng Danh Ngọc 71' (pen)               |          |
| 6 tháng 9  | Bishan, Singapore      | Trung Quốc U17 | 3-3   | U17 châu Á     | Trần Việt Trung 29' Đào Ngọc Phước 31' Nguyễn Văn Trung 73' |          |
| 8 tháng 9  | Bishan, Singapore      | Syria U17      | 0-2   | U17 châu Á     |                                                             |          |

## Đội tuyển quốc gia nữ
| Ngày       | Sân vận động            | Đối thủ           | Tỷ số | Giải        | Cầu thủ Việt Nam ghi bàn | Chi tiết |
| ---------- | ----------------------- | ----------------- | ----- | ----------- | ------------------------ | -------- |
| 19 tháng 7 | Hindmarsh, Adelaide, Úc | Nhật Bản          | 0-5   | châu Á 2006 |                          |          |
| 21 tháng 7 | Hindmarsh, Adelaide     | Trung Quốc        | 0-2   | châu Á 2006 |                          |          |
| 23 tháng 7 | Marden, Adelaide        | Đài Bắc Trung Hoa | 1-0   | châu Á 2006 | Vũ Thị Huyền Linh 70'    |          |

## Cầu thủ khoác áo đội tuyển quốc gia
| - |  | Bùi Quang Huy       | 24 tháng 7 năm 1982  | 5 0(0) | Mikado Nam Định        |  |  |  |
| - |  | Dương Hồng Sơn      | 20 tháng 1 năm 1982  | 1 0(0) | Pjico Sông Lam Nghệ An |  |  |  |
| - |  | Nguyễn Thế Anh      | 21 tháng 9 năm 1981  | 2 0(0) | Bình Dương             |  |  |  |
|   |  |                     |                      |        |                        |  |  |  |
| - |  | Nguyễn Văn Biển     | 27 tháng 4 năm 1985  | 7 0(0) | Mikado Nam Định        |  |  |  |
| - |  | Phùng Văn Nhiên     | 23 tháng 11 năm 1982 | 7 0(0) | Mikado Nam Định        |  |  |  |
| - |  | Nguyễn Minh Đức     | 14 tháng 9 năm 1983  | 4 0(0) | Pjico Sông Lam Nghệ An |  |  |  |
| - |  | Nguyễn Huy Hoàng    | 4 tháng 1 năm 1981   | 3 0(0) | Pjico Sông Lam Nghệ An |  |  |  |
| - |  | Trần Minh Thiện     |                      | 2 0(0) | Hoàng Anh Gia Lai      |  |  |  |
| - |  | Huỳnh Quang Thanh   | 4 tháng 6 năm 1984   | 4 0(1) | Bình Dương             |  |  |  |
| - |  | Vũ Như Thành        | 28 tháng 8 năm 1981  | 4 0(0) | Bình Dương             |  |  |  |
| - |  | Nguyễn Mạnh Dũng    | 12 tháng 3 năm 1977  | 3 0(0) | Hà Nội ACB             |  |  |  |
|   |  |                     |                      |        |                        |  |  |  |
| - |  | Nguyễn Vũ Phong     | 18 tháng 12 năm 1985 | 7 0(0) | Bình Dương             |  |  |  |
| - |  | Nguyễn Minh Phương  | 5 tháng 7 năm 1980   | 7 0(1) | Gạch Đồng Tâm Long An  |  |  |  |
| - |  | Thạch Bảo Khanh     | 25 tháng 4 năm 1979  | 3 0(0) | Thể Công               |  |  |  |
| - |  | Phan Văn Tài Em     | 23 tháng 4 năm 1982  | 4 0(0) | Gạch Đồng Tâm Long An  |  |  |  |
| - |  | Nguyễn Hữu Thắng    | 1980                 | 4 0(0) | Bình Dương             |  |  |  |
| - |  | Nguyễn Hoàng Thương |                      | 2 0(0) | Gạch Đồng Tâm Long An  |  |  |  |
| - |  | Lê Hồng Minh        | 15 tháng 9 năm 1978  | 6 0(2) | Đà Nẵng                |  |  |  |
| - |  | Lê Tấn Tài          | 26 tháng 3 năm 1984  | 4 0(1) | Khatoco Khánh Hòa      |  |  |  |
| - |  | Mai Tiến Thành      | 16 tháng 3 năm 1986  | 2 0(1) | Halida Thanh Hóa       |  |  |  |
| - |  | Nguyễn Minh Chuyên  | 11 tháng 9 năm 1985  | 2 0(0) | TMN Cảng Sài Gòn       |  |  |  |
|   |  |                     |                      |        |                        |  |  |  |
| - |  | Phan Thanh Bình     | 1 tháng 11 năm 1986  | 7 0(4) | Đồng Tháp              |  |  |  |
| - |  | Lê Công Vinh        | 12 tháng 10 năm 1985 | 6 0(2) | Pjico Sông Lam Nghệ An |  |  |  |
| - |  | Nguyễn Anh Đức      | 25 tháng 1 năm 1985  | 7 0(0) | Bình Dương             |  |  |  |
| - |  | Đặng Văn Thành      | 30 tháng 9 năm 1984  | 3 0(0) | Hải Phòng              |  |  |  |
| - |  | Đặng Phương Nam     | 15 tháng 12 năm 1976 | 2 0(0) | Thể Công               |  |  |  |